# Janusz Piasny
Janusz Piasny (ur. 17 kwietnia 1930 w Dachowej, zm. 14 października 1997 w Poznaniu) – polski ekonomista, pedagog, nauczyciel akademicki, profesor nauk ekonomicznych, rektor Akademii Ekonomicznej w Poznaniu (1980–1986).

## Życiorys
W 1935 jego rodzina osiedliła się w Poznaniu, skąd podczas II wojny światowej zostali wysiedleni do Skarżyska-Kamiennej. Podczas wojny Janusz Piasny uczestniczył w tajnym nauczaniu, następnie uczęszczał do gimnazjum w Śremie. Zdał małą maturę. Uczył się w Państwowym Liceum Pedagogicznym w Krotoszynie.
Był członkiem ZMP, od 1955 PZPR. W 1954 ożenił się z Barbarą Kleniewską, z którą miał dwie córki: Ewę (1955) i Beatę (1957).
Od 1949 uczył w szkole na Głuszynie w Poznaniu. W 1950 został kierownikiem Wydziału w Komendzie ZHP w Poznaniu. Jednocześnie studiował na Akademii Handlowej (Wyższej Szkole Ekonomicznej). W 1954 uzyskał tytuł magistra, pracę doktorską obronił w 1960, habilitował się w 1968. W 1972 został mu nadany tytuł naukowy profesora zwyczajnego.
Od 1975 był w Komitecie Nauk Ekonomicznych Polskiej Akademii Nauk. W latach 1980–1986 pełnił funkcję rektora Akademii Ekonomicznej w Poznaniu.
Opublikował 110 opracowań naukowych, w tym 9 monografii.
Został pochowany na Cmentarzu przy ul. Głuszyna w Poznaniu.

## Odznaczenia i nagrody
- Krzyż Kawalerski Orderu Odrodzenia Polski (1973)
- Złoty Krzyż Zasługi
- Odznaka Honorowa Miasta Poznania
- Odznaka Honorowa za zasługi w rozwoju woj. poznańskiego
- Odznaka Honorowa za zasługi w rozwoju woj. zielonogórskiego
- Odznaka Honorowa za zasługi w rozwoju woj. bydgoskiego
- Odznaka Honorowa za zasługi w rozwoju woj. pilskiego
- Złota Odznaka Polskiego Towarzystwa Ekonomicznego
- Nagroda Ministra Nauki, Szkolnictwa Wyższego i Techniki – sześciokrotnie
- Tytuł „Międzynarodowego Człowieka Roku 1991/92” (International Biographical Centre z Cambridge, Anglia)[2]